# Le Chant de la victoire
Pour plus de détails, voir Fiche technique et Distribution.
Le Chant de la victoire (必勝歌, Hisshōka), aussi titré Chants pour la victoire, est un film japonais réalisé par Masahiro Makino, Kenji Mizoguchi, Hiroshi Shimizu et Tomotaka Tasaka, sorti en 1945. Il s'agit d'un film de propagande montrant la vie des civils pendant la Seconde Guerre mondiale.

## Synopsis
Le Chant de la victoire est constitué de treize histoires qui exaltent le patriotisme japonais.

## Fiche technique
- Titre original : 必勝歌 (Hisshōka?)
- Titre français : Le Chant de la victoire
- Titre français alternatif : Chants pour la victoire[1]
- Réalisation : Masahiro Makino, Kenji Mizoguchi, Hiroshi Shimizu et Tomotaka Tasaka
- Assistants réalisateurs : Tatsuo Ōsone, Kōichi Takagi et Tetsuo Ichikawa
- Scénario : Matsuo Kishi et Hiroshi Shimizu d'après le roman de Kei Moriyama
- Photographie : Minoru  Miki, Takeshi  Saitō, Haruo  Takeno et Kōichi  Yukiyama[2]
- Décors : Yasuji Hori
- Production : Masahiro Makino
- Société de production : Shōchiku
- Pays d'origine :  Empire du Japon
- Langue originale : japonais
- Format : noir et blanc — 1,37:1 — 35 mm — son mono
- Genre : drame
- Durée : 117 minutes[3] (métrage : neuf bobines - 3216 m[3])
- Date de sortie : 
  - Empire du Japon : 22 février 1945[3]

## Distribution
- Isamu Kosugi : Okawa
- Kōji Mitsui : Kawanishi
- Hiroyuki Nagato : Yuichi
- Reikichi Kawamura : le père de Yuichi
- Tatsuo Saitō : Nakamura
- Takeshi Sakamoto : le père de Nobue
- Shūji Sano : le capitaine
- Sadako Sawamura : la mère du capitaine
- Mieko Takamine : Nobue
- Kinuyo Tanaka : la femme qui chante une berceuse
- Yukiko Todoroki : Ritsuko
- Ken Uehara : Makoto Ichino, le marin
- Mitsuko Yoshikawa : la mère d'Ichiro